# Spaliny

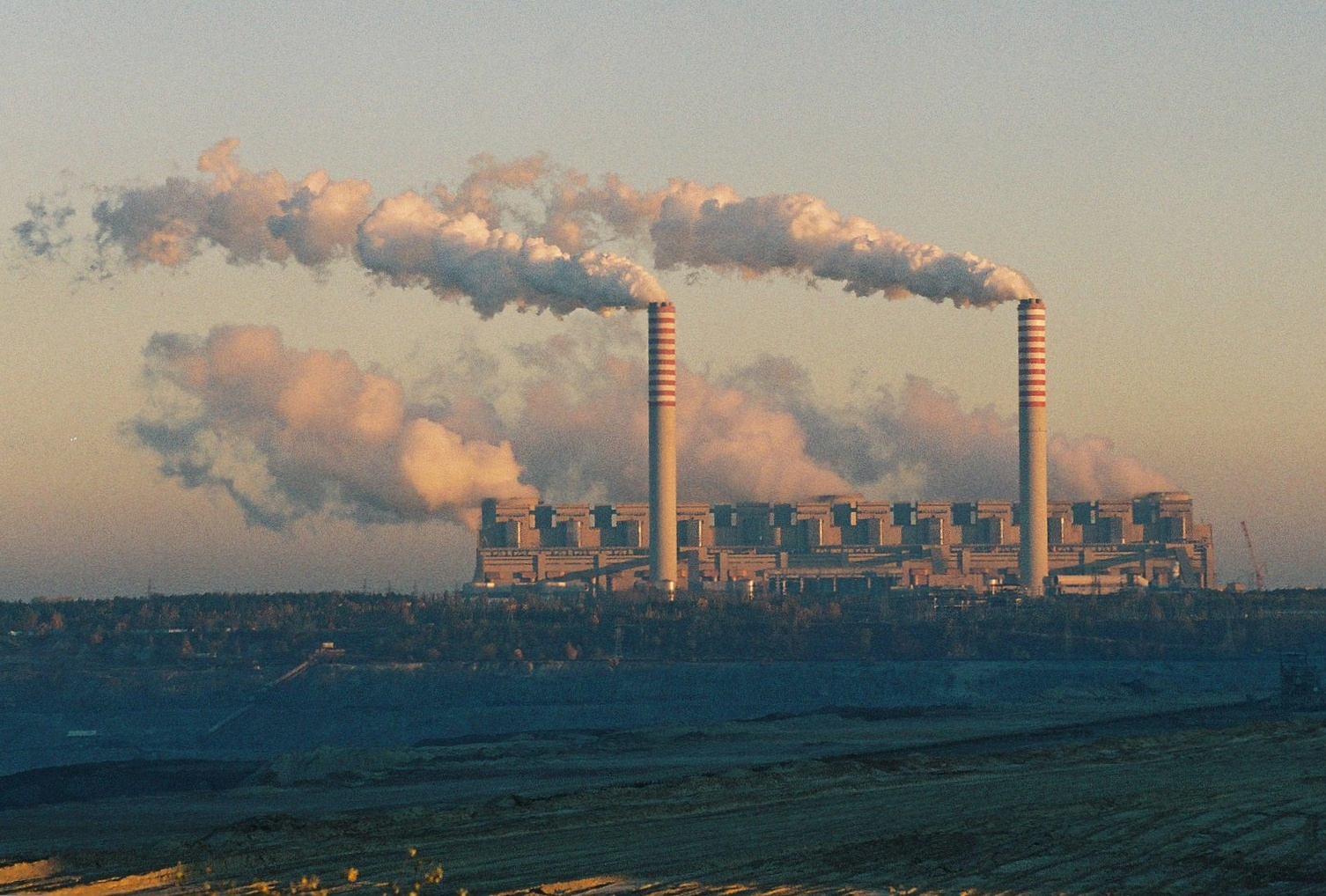
Elektrownia Bełchatów

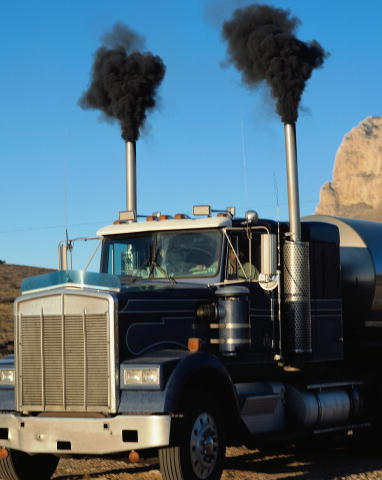
Spaliny ciężarówki z silnikiem Diesla

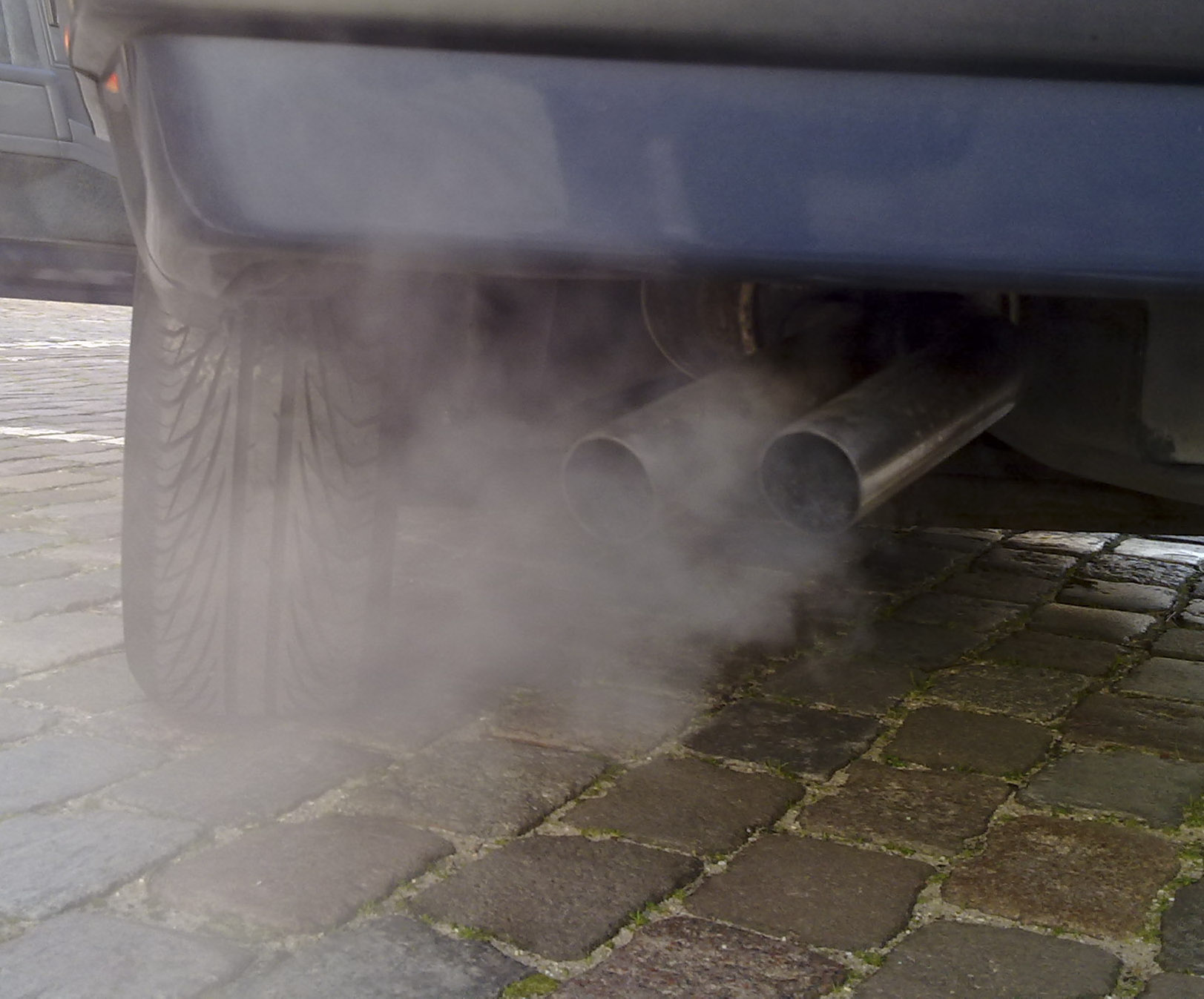
Spaliny z samochodu osobowego

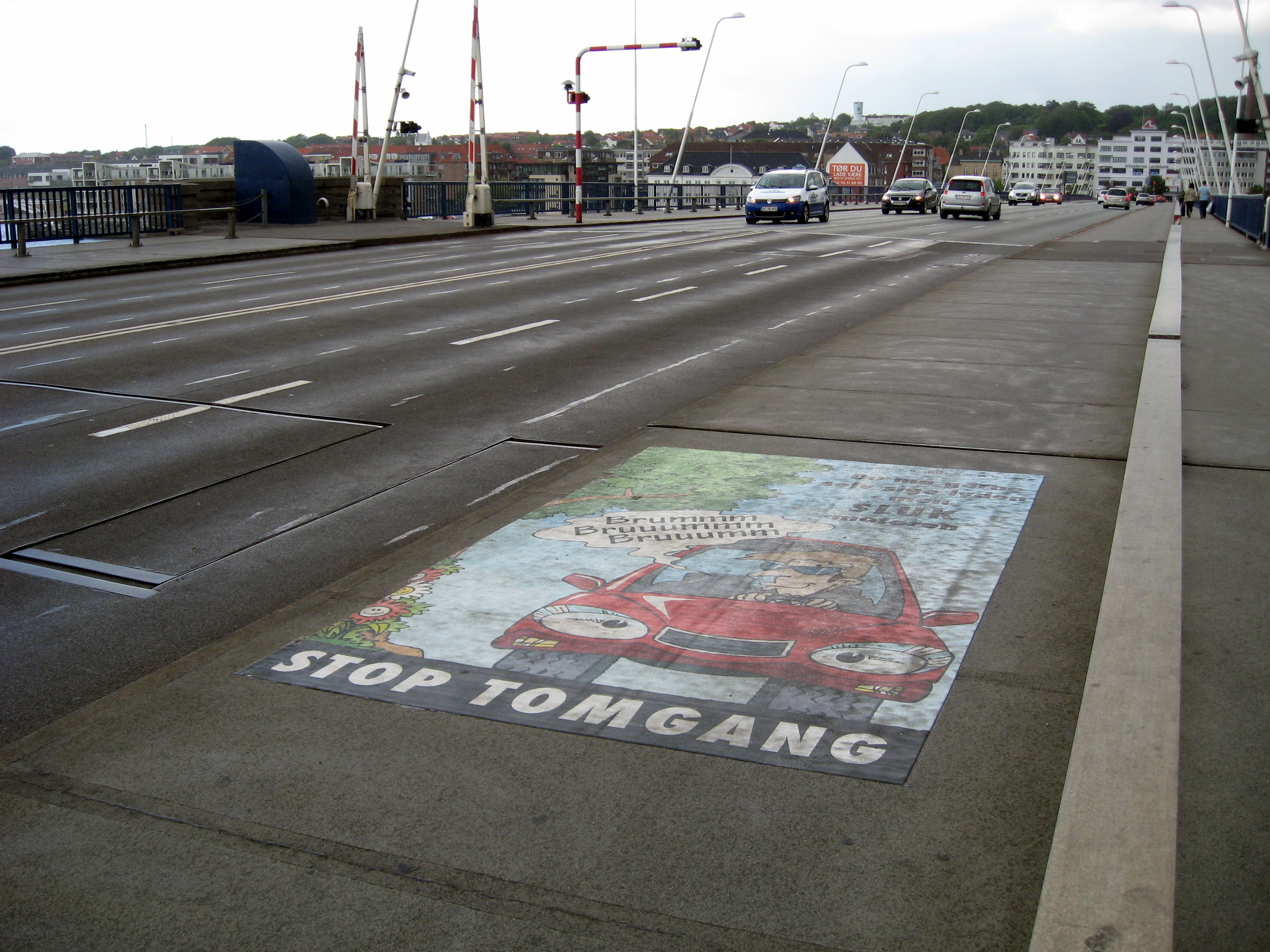
Wezwanie „nie stój na jałowym biegu – wyłącz silnik” na moście podnoszonym nad cieśniną Limfjord w Aalborgu w północnej Danii

Spaliny, gazy spalinowe – mieszanina gazów powstających w procesie spalania paliwa (stałego, ciekłego lub gazowego), np. węgla kamiennego, węgla brunatnego, ropy naftowej, benzyny, gazu ziemnego, biopaliw. 

## Spaliny z pojazdów drogowych
Spaliny pochodzące z pojazdów drogowych są ważnym źródłem zanieczyszczenia powietrza w Europie. W UE prawie 30% emisji CO2 pochodzi z sektora transportowego, z czego aż 72% z transportu drogowego. Największym źródłem emisji CO2 w transporcie drogowym są samochody osobowe (60%). 
Z analizy przeprowadzonej w 2019 roku na zlecenie NIK wynika, że 50-75% pojazdów osobowych napędzanych dieslem, które jeżdżą po polskich drogach, przekracza europejskie normy emisji tlenków węgla i tlenków azotu oraz 25-50% przekracza normy emisji węglowodorów i cząsteczek stałych. Typowy pojazd z silnikiem Diesla emituje około 10 razy więcej tlenków azotu (NOx), niż jego ekwiwalent w benzynie. 
W skład spalin wchodzą, w ilościach zależnych od rodzaju paliwa i warunków spalania:
- produkty reakcji chemicznej utleniania paliwa w spalaniu zupełnym, np. dwutlenek węgla,
- produkty reakcji chemicznej utleniania paliwa w spalaniu niezupełnym,
- produkty reakcji chemicznej syntezy pomiędzy substancjami chemicznymi znajdującymi się w obszarze działania reakcji utleniania, zachodzące między składnikami aktywnymi paliwa, składnikami nieaktywnymi (balastowymi) paliwa, towarzyszącymi gazami obojętnymi oraz częściowymi produktami reakcji chemicznych pojawiającymi się w trakcie reakcji utleniania i reakcji innych syntez,
- niewykorzystana część substancji aktywnych paliwa w postaci gazowej lub pary,
- substancje nieaktywne paliwa w postaci gazowej lub pary, np. ozon troposferyczny, który jest gazem cieplarnianym,
- gazy obojętne, np. niepalne składniki powietrza i tlen.

## Wpływ spalin na zdrowie człowieka
Dorosły człowiek wdycha 10-12 m³ powietrza w ciągu doby, a wraz z powietrzem do organizmu dostają się różne zanieczyszczenia negatywnie wpływające na zdrowie. Szacuje się, że w Polsce spalanie paliw kopalnych może być przyczyną nawet ok. 93 000 przedwczesnych zgonów rocznie. Jazda pojazdem z napędem spalinowym, który jest zasilany produktami na bazie ropy naftowej wiąże się ze spalaniem paliw kopalnych.
W Warszawie od 60 do 80% emisji zanieczyszczeń powietrza jest generowane przez transport. Analizy zanieczyszczenia powietrza w centrum Warszawy potwierdziły, że ryzyko wystąpienia chorób obturacyjnych (astmy, obturacyjnej choroby płuc) u niepalących osób mieszkających i funkcjonujących w tej okolicy jest 5 razy wyższe, niż u osób z grupy kontrolnej. 
W zależności od rodzaju paliwa, różne rodzaje zanieczyszczeń dostają się do atmosfery. Zanieczyszczenia znajdujące się w spalinach z pojazdów silnikiem Diesla (uważane są za najbardziej szkodliwe, szczególnie w miastach, gdzie się kumulują) można podzielić następująco:
1) Cząsteczki stałe (particular matter, PM) to mieszanina zawieszonych w powietrzu, stałych cząstek toksycznych substancji, które wydzielają się w procesie spalania paliw kopalnych. Zawierają takie substancje, jak: wielopierścieniowe węglowodory aromatyczne, metale ciężkie, dioksyny, furany, siarczany, benzopireny. 
W zależności od wielkości cząsteczek, PM przenikają wraz z powietrzem do ludzkiego ciała w różnym stopniu:
- Cząstki stałe PM10: mieszanina zawieszonych w powietrzu cząsteczek stałych o średnicy poniżej 10 mikrometrów, które odkładają się w górnych drogach oddechowych i płucach.
- Cząstki stałe PM2,5: pył zawierający cząsteczki o średnicy mniejszej niż 2,5 mikrometra, które mogą docierać do górnych dróg oddechowych, płuc i oskrzeli.
- Mikrocząstki: cząsteczki o średnicy mniejszej niż 0,1 mikrona. Są na tyle małe, że przenikają przez tkanki układu oddechowego do krwi, tak samo, jak niezbędne do życia cząsteczki tlenu. Podobnie jak tlen, przemieszczają się w krwiobiegu i docierają do różnych narządów – m.in. w ludzkim sercu[3], przyczyniając się również do wrodzonych wad serca u noworodków[4].

Bez względu na wielkość, PM są szkodliwe dla wszystkich osób narażonych na ich wysokie stężenie we wdychanym powietrzu. Badania dowodzą, że nawet krótkotrwałe silne stężenie PM10 może wywołać zawał serca lub udar mózgu.
Wyróżnia się grupy podwyższonego ryzyka, dla których konsekwencje wdychania PM mogą być szczególnie poważne. Są to:
- niemowlęta, dzieci i nastolatki[6],
- osoby dotknięte chorobami płuc i alergiami[6],
- osoby chorujące na choroby sercowo-naczyniowe[7],
- osoby palące papierosy obecnie lub w przeszłości[8],
- osoby otyłe[9].

Cząsteczki stałe inhalowane do płuc powodują kaszel, zadyszkę oraz zwiększają ryzyko zakażenia infekcjami układu oddechowego. Powodują również zaostrzenie objawów alergicznych oraz objawów chorób układu oddechowego, np. astmy. Nadmierna ekspozycja na PM2,5 i PM10 jest czynnikiem ryzyka nowotworu płuc. Cząsteczki stałe we wdychanym powietrzu podnoszą poziom kortyzolu (hormonu stresu). Badania z 2017 roku wykazały, że wysokie stężenia PM aktywizują oś podwzgórze-przysadka-nadnercza oraz układ współczulno-nadnerczowy i rdzeniowy. Badania wykazują również korelację między jakością powietrza, a poziomem kortyzolu – u badanych osób, które przebywały w pomieszczeniach o dobrej jakości powietrza zaobserwowano spadek jego poziomu. PM powodują mechaniczne mikrouszkodzenia, które wzmagają szkodliwy efekt działania zawartych w PM związków. 
2) Tlenki azotu (NOx) należą do najgroźniejszych związków zanieczyszczających atmosferę, ich podstawowym źródłem emisji jest spalanie paliw, przede wszystkim ropy.
W spalinach emitowanych przez pojazdy z silnikiem Diesla występuje wysokie stężenie NO2. W przypadku dwutlenku azotu, największe i najbardziej szkodliwe stężenie występuje w centrach miast, gdzie często nie ma płynności ruchu drogowego. Z przeprowadzonych na zlecenie NIK-u niezależnych badań wynika, że w Warszawie i Krakowie wpływ stężenia NO2 na liczbę przedwczesnych śmierci szacuje  się na 75%. Długofalowo, przy nadmiernej ekspozycji, dwutlenek azotu jest czynnikiem ryzyka chorób układu oddechowego i układu sercowo-naczyniowego oraz nowotworów płuc i piersi. Zaostrza objawy alergii, zwiększa podatność na infekcje układu oddechowego. W trakcie ekspozycji NO2 działa drażniąco na spojówki i śluzówki nosa oraz gardła. W 2019 roku udowodniono wpływ dwutlenku azotu na rozwój astmy u dzieci żyjących w miastach. Szacuje się, że aż 95% przypadków astmy dziecięcej na świecie da się powiązać z ekspozycją na zanieczyszczenia zawierające NO2. 
3) Ozon troposferyczny (O3) zwiększenie stężenie ozonu obserwowane jest w słonecznych okresach, ponieważ ozon troposferyczny formuje się w reakcjach chemicznych zachodzących pod wpływem promieniowania słonecznego i w określonej temperaturze. Ozon jest gazem cieplarnianym. O3 powstaje m.in. z tlenków azotu, lotnych związków organicznych, metanu, tlenku węgla, sam bierze udział w formowaniu się toksycznego dwutlenku azotu ze znacznie mniej szkodliwego tlenku azotu (NO). 
Osoby narażone na ekspozycję na wysokie stężenia ozonu mogą doświadczać bólu płuc w trakcie oddychania, bólu gardła, podrażnień śluzówki nosa, kaszlu, łzawienia oczu, bólu głowy, senności. Dłuższa ekspozycja na ozon prowadzi do powstawania stanów zapalnych w obrębie dróg oddechowych oraz stresu oksydacyjnego, co stwarza środowisko sprzyjające rozwojowi nowotworów. Może zaburzać funkcje układu endokrynnego i układu krążenia.
Jest szczególnie groźny dla dzieci, osób starszych, osób już doświadczających chorób układu oddechowego oraz osób, które wdychają jego znaczne ilości w trakcie ćwiczeń fizycznych na powietrzu.
4) wielopierścieniowe węglowodory aromatyczne (PAH): grupa organicznych związków chemicznych występujących w paliwach kopalnych. PAHs dostają się do atmosfery wskutek niekompletnego spalania węglowodorów. W zanieczyszczeniach pochodzących z pojazdów z silnikiem Diesla występują przede wszystkim duże węglowodory aromatyczne, mające pięć i więcej pierścieni, np. najczęściej występujący benzopiren. To właśnie one uważane są za kancerogenne. Nowsze dane wskazują na ich związek z rozwojem chorób układu sercowo-naczyniowego, mają również negatywny wpływ na rozwój płodu. 
Wielopierścieniowe węglowodory aromatyczne powodują nagłe wzrosty ilości reaktywnych form tlenu, prowadząc do stresu oksydacyjnego i innych konsekwencji, np. zmian w ekspresji genowej, mutacji, uruchamiania wspomnianych procesów rakotwórczych czy nieprawidłowej ekspresji białek. Odmiany PAHs, zawierające atomy azotu, siarki lub tlenu na pierścieniach, zaburzają pracę układu endokrynnego, głównie prowadząc do wzrostu poziomu estrogenów. 
5) NMVOCs (niemetanowe lotne związki organiczne): formują się w konsekwencji niekompletnego spalania paliw i wydalane są razem z resztą zanieczyszczeń w formie lotnej. 
Niemetanowe lotne związki organiczne biorą udział w powstawaniu ozonu, więc pośrednio są odpowiedzialne za konsekwencje nadmiernej ekspozycji na ozon i inne związki, które powstają z jego udziałem, np. NO
2. 
Niektóre związki NMVOC są same w sobie klasyfikowane jako kancerogenne, np. benzen, formaldehyd, 1,3-butadien. Krótkotrwała ekspozycja na znaczne stężenia niemetanowych lotnych związków organicznych powoduje podrażnienia śluzówek i głębszych tkanek układu oddechowego. Długotrwała ekspozycja może powodować efekt toksyczny. 
Do spalin zalicza się wszystkie substancje, które podczas procesu spalania znajdowały się w postaci gazowej, niezależnie od tego, w jakim stanie skupienia będą one później, po ochłodzeniu się gazów w atmosferze. Tak więc do spalin zalicza się również drobne cząstki ciekłe (mgła) powstałe w wyniku skroplenia par w stygnącym gazie spalinowym, jak również drobne cząstki stałe (dym) utworzone w wyniku krzepnięcia roztopionych kropel mgły, sublimacji, lub też wytrącone bezpośrednio z reakcji chemicznych. Ze względów technologicznych (oczyszczanie gazów spalinowych), do spalin zalicza się również towarzyszące tym gazom rozdrobnione cząstki stałe (zarówno aktywne, jak i balastowe) paliwa porwane ruchem gazów spalinowych.
Gazy wydechowe
Gazy spalinowe wytwarzane w silnikach spalinowych nazywa się gazami wydechowymi. W skład gazów wydechowych wchodzą liczne związki chemiczne, których emisja jest kontrolowana przez normy, np. Europejski standard emisji spalin.
Należą do nich:
- aldehydy
- tlenek węgla - jeden z gazów cieplarnianych
- tlenki azotu
- tlenki siarki
- węglowodory
- ozon - jeden z gazów cieplarnianych